# Fallrohr (Dampfkessel)

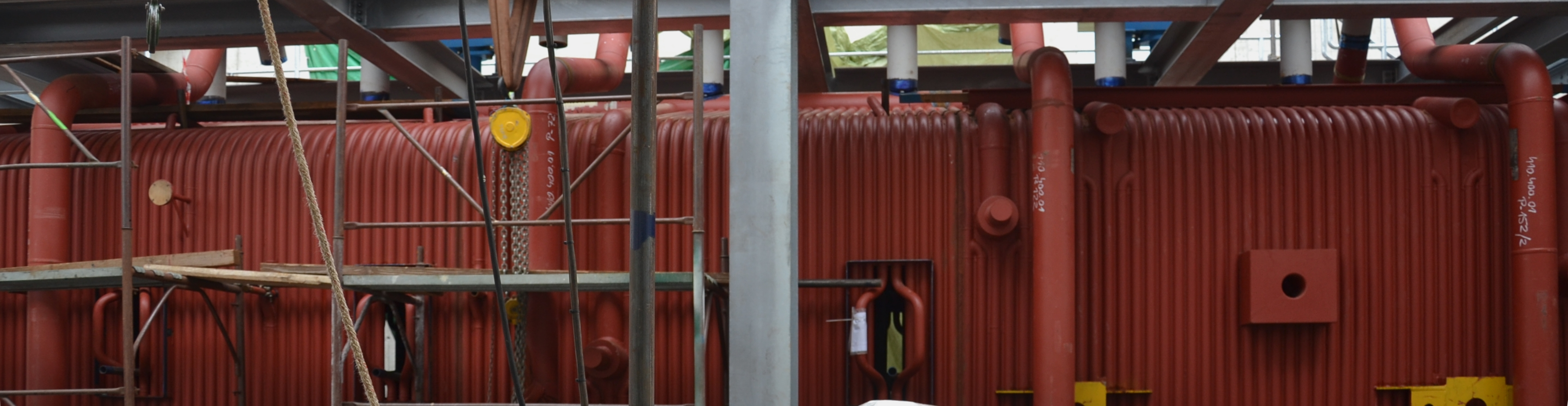
Fallrohre eines Naturumlaufkessels

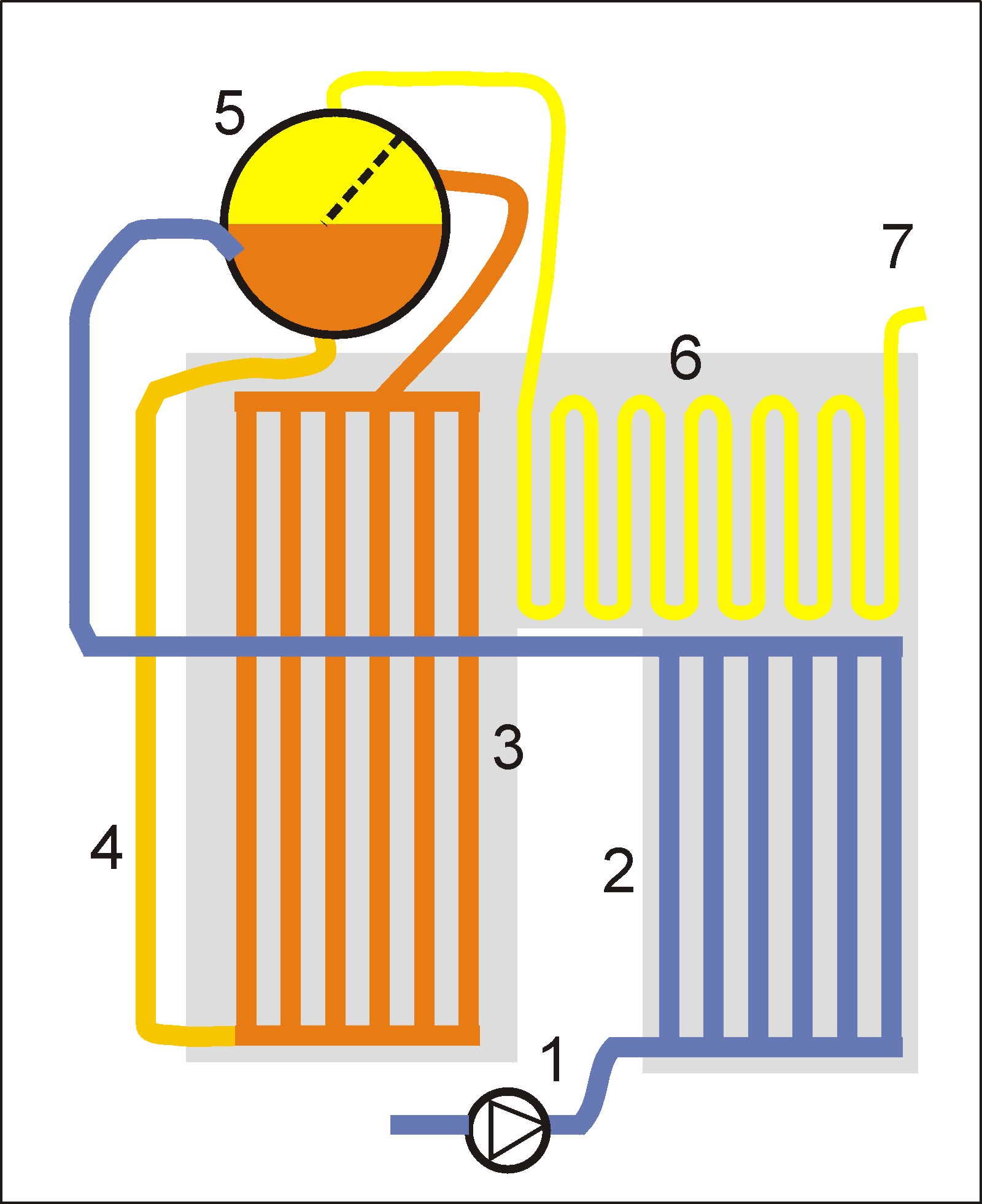
Naturumlaufkessel
1 SPW-Pumpe
2 SPW-Vorwärmer
3 Verdampfer
4 Fallrohre
5 Trommel
6 Überhitzer
7 zum Verbraucher

Fallrohre sind Bestandteile eines Naturumlaufkessels. Sie führen immer von der Obertrommel vertikal nach unten und binden entweder in die Untertrommel oder in einen Verteilsammler ein. In den Fallrohren strömt das Wasser immer nach unten, welches im Gegenzug in den Steigrohren, die beheizt sind, nach oben strömt. Fallrohre werden immer an der Außenseite des Kessels montiert, sind im Querschnitt wesentlich größer als Steigrohre und im Allgemeinen unbeheizt.

## Auslegung
Ermittelt wird die hydraulische Kräftebilanz zwischen Fall- und Steigrohren und diese ins Gleichgewicht gesetzt. Im Steigrohr (siehe Abbildung Nr. 3) wird durch Wärmezufuhr ein Teil des Massenstroms verdampft und dadurch vergrößert sich das spezifische Volumen, also die Dichte des Wassers fällt; dies erzeugt Auftriebskräfte und das Wasser im Steigrohr wird beschleunigt. Dadurch wird im Gegenzug Wasser aus der Obertrommel (siehe Abbildung Nr. 5) durch die Fallrohre in die Verteilsammler gesaugt. Im Naturumlaufkessels sollte der gesamte Fallrohrquerschnitt mindestens ein Viertel bis zur Hälfte 
so konstruiert werden, dass der Gesamtquerschnitt der Fallrohre 25–50 % des Querschnitts 
aller beheizten Steigrohre betragen. Größere Fallrohrquerschnitte erhöhen die Zuverlässigkeit des Naturumlaufsystems, da größere Massenströme im Umlauf sind und die Kühlwirkung an den Verdampfern erhöhen.

## Einzelnachweis
1. ↑  Markus Franz: Dampferzeuger (Memento vom 13. April 2014 im Internet Archive; PDF; 1,97 MB)